# Efekt Coriolisa

1. Dla obserwatora nieruchomego kulka porusza się po prostej ze stałą prędkością, czyli nie działa na kulkę żadna siła (rys. górny)
2. Dla obserwatora na tarczy kulka porusza się po zakrzywionym torze. Ruch ten można wyjaśnić jako efekt siły Coriolisa (rys. dolny)

Efekt Coriolisa, powszechnie siła Coriolisa – zjawisko występujące, gdy ciało porusza się w obracającym się układzie odniesienia.
Siła Coriolisa jest jedną z sił bezwładności.

## Historia
Włoski naukowiec Giovanni Battista Riccioli i jego asystent Francesco Maria Grimaldi opisali efekt w związku z artylerią w Almagestum Novum z 1651 r., pisząc, że obrót Ziemi powinien powodować, że kula armatnia wystrzelona na północ odchyli się na wschód. W 1674 r. Claude François Milliet Dechales opisał w swoim Cursus seu Mundus Mathematicus, jak obrót Ziemi powinien powodować odchylenie trajektorii spadających ciał i pocisków skierowanych w stronę jednego z biegunów planety. Riccioli, Grimaldi i Dechales opisali efekt przez ciała jako argument przeciwko heliocentrycznemu systemowi Kopernika. Argumentowali, że obrót Ziemi powinien powodować zmianę kierunku lotu kuli, a zatem brak wykrycia tego efektu był dowodem na nieruchomą Ziemię.
Równanie przyspieszenia Coriolisa zostało wyprowadzone przez Eulera w 1749 r., efekt został opisany w równaniach teorii pływów Laplace’a w 1778 r.
W 1835 r. ukazał się artykuł Sur les equations du mouvement relatif des systemes de corps, który rozsławił Coriolisa. Fizyk rozważał w nim poruszanie się elementów maszyn na obracających się częściach. Wykazał, że całkowita siła bezwładności jest sumą dwóch sił, odśrodkowej i jak to nazwał „złożonej siły odśrodkowej” zależnej od prędkości ciała względem obracającego się układu, która później stała się znana jako „siła Coriolisa”.

## Opis
Obracający się układ odniesienia nie jest układem inercjalnym, by opisać ruch w takim układzie wprowadza się dodatkowe siły zwane siłami bezwładności. Na poruszający się punkt materialny (ciało) w obracającym się układzie odniesienia, który ma środek obrotu w początku układu współrzędnych, oprócz siły odśrodkowej i siły Eulera działa siła bezwładności zależna od prędkości ruchu punktu zwana siłą Coriolisa.
Siła Coriolisa wyrażona jest wzorem:
{\displaystyle {\vec {F}}_{C}=-2m({\vec {\omega }}\times {\vec {v}}).}
Z siłą tą wiąże się przyspieszenie Coriolisa:
{\displaystyle {\vec {a}}_{C}=-2({\vec {\omega }}\times {\vec {v}})}
W notacji niewektorowej, siła Coriolisa jest prostopadła do osi obrotu układu odniesienia i prędkości ciała i ma wartość równą iloczynowi prędkości kątowej układu odniesienia, prędkości ciała i sinusa kąta między osią obrotu a kierunkiem prędkości:
{\displaystyle F_{c}=2m\omega v\sin \phi }
gdzie:
{\displaystyle m} – masa ciała,
{\displaystyle v} – jego prędkość,
{\displaystyle \omega } – prędkość kątowa układu,
{\displaystyle \times } – iloczyn wektorowy,
{\displaystyle \phi } – kąt między osią obrotu a kierunkiem prędkości.

## Przyczyny i skutki
Siła Coriolisa powoduje odchylenie od linii prostej toru ruchu ciała, poruszającego się w układzie obracającym się (np. Ziemi lub płaskiej tarczy). Ponieważ Ziemia obraca się z zachodu na wschód, zatem siła Coriolisa powoduje odchylenie w kierunku zachodnim toru ciała poruszającego się po powierzchni Ziemi ku równikowi (oddala od osi obrotu), a w kierunku wschodnim (przybliża do osi obrotu), gdy ciało porusza się w stronę bieguna, czyli ku miejscu przechodzenia osi obrotu Ziemi.
W drugim szczególnym przypadku na Ziemi siła Coriolisa powoduje odchylenie swobodnie spadających ciał w kierunku wschodnim. Dzieje się tak, gdyż ciało, przybliżając się do osi obrotu, zachowuje swoją dotychczasową prędkość liniową (która jest większa niż dla punktów położonych niżej, obracających się z tą samą prędkością kątową). Jeśli na równiku postawić wysoką wieżę i puścić z jej szczytu swobodnie kamień, to – przyciągany siłą grawitacji – będzie się on zbliżał do powierzchni, która porusza się z mniejszą prędkością liniową niż wierzchołek wieży; zatem spadający kamień „wyprzedzi” powierzchnię Ziemi. Ciała swobodnie spadające odchylają się na wschód wszędzie poza biegunami Ziemi.
Siła Coriolisa nie oddziałuje na ciała pozostające w spoczynku, jak również na ciała poruszające się równolegle do osi obrotu Ziemi (wówczas iloczyn wektorowy prędkości ciała i prędkości kątowej Ziemi równy jest 0).

## Efekt na Ziemi

Powstawanie cyklonu na półkuli północnej

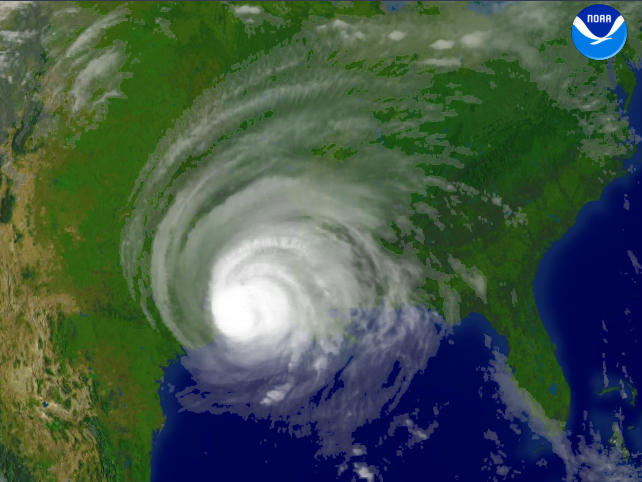
Huragan Rita

Ziemia obraca się wokół swojej osi i dlatego dla ciał poruszających się po powierzchni Ziemi, w jej wodach lub atmosferze występuje efekt Coriolisa. Na północ od równika powoduje on zakrzywienie toru ruchu poruszających się obiektów w prawo (z punktu widzenia poruszającego się obiektu), a na południe – w lewo.
Efekt ten nie jest zazwyczaj odczuwalny, objawia się jedynie przy długotrwałych procesach lub w przypadku ciał poruszających się swobodnie na dużym obszarze (pasaty, prądy morskie). A oto przykłady jego wpływu (z punktu widzenia obserwatora poruszającego się wraz z obiektem – wiatrem, rzeką...):
- na półkuli północnej wiatr ma tendencję do skręcania w prawo, a na południowej w lewo,
- na półkuli północnej mocniej podmywane są prawe brzegi rzek, a na południowej lewe[7][8],
- na półkuli północnej cyklony poruszają się odwrotnie do ruchu wskazówek zegara, a na południowej zgodnie z nim,
- na półkuli północnej antycyklony poruszają się zgodnie z ruchem wskazówek zegara, a na południowej odwrotnie do ruchu wskazówek zegara,
- płaszczyzna, w której porusza się wahadło, ulega skręceniu na półkuli północnej w prawo, a na południowej w lewo.

Jeśli z określonego miejsca na półkuli północnej zacznie przemieszczać się ku biegunowi masa powietrza, to napływa ona nad obszary o malejącej prędkości liniowej i będzie w stosunku do nich napływać nie z południa, lecz z południowego zachodu. Z punktu widzenia obserwatora na Ziemi wygląda to, jakby na powietrze działała siła skierowana z zachodu na wschód. Tą pozorną siłą jest właśnie siła Coriolisa.
Efekt Coriolisa musi być także brany pod uwagę przez artylerzystów, osoby sterujące lotem samolotów, rakiet itp.

## Przykłady
- Ciało upuszczone ze szczytu wieży Eiffla (wysokość 273 m z najwyższego tarasu) spadnie przesunięte o 6,5 cm na wschód (nie uwzględniając innych sił)[a].

- Pocisk wystrzelony z 50 stopnia szerokości geograficznej północnej lecący z przeciętną prędkością poziomą 1800 m/s w kierunku południkowym (na północ lub na południe), w ciągu 20 sekund lotu (na 36 km) zboczy o około 40 metrów od celu, nie uwzględniając wpływu wiatru, ruchu obrotowego pocisku, zmiany sił działających na niego w wyniku zmiany kierunku ruchu[b].